# Resolutie 1817 Veiligheidsraad Verenigde Naties
Resolutie 1817 van de Veiligheidsraad van de Verenigde Naties werd op 11 juni 2008 unaniem aangenomen door de VN-Veiligheidsraad. De resolutie riep de landen op samen te werken tegen Afghaanse drugs door onder meer de handel in de chemische stoffen die nodig zijn om drugs te produceren nauwgezet op te volgen.

## Achtergrond
In 1979 werd Afghanistan bezet door de Sovjet-Unie, die vervolgens werd bestreden door Afghaanse krijgsheren. Toen de Sovjets zich in 1988 terugtrokken raakten ze echter slaags met elkaar. In het begin van de jaren 1990 kwamen ook de Taliban op. In september 1996 namen die de hoofdstad Kabul in. Tegen het einde van het decennium hadden ze het grootste deel van het land onder controle en riepen ze een streng islamitische staat uit. 
In 2001 verklaarden de Verenigde Staten met bondgenoten hun de oorlog en moesten ze zich terugtrekken, waarna een interim-regering werd opgericht. Die stond onder leiding van Hamid Karzai die in 2004 tot president werd verkozen. 

## Inhoud

### Waarnemingen
Men bleef bezorgd om de veiligheid in Afghanistan en in het bijzonder de gewelddadige activiteiten van de Taliban, Al Qaida, illegale gewapende groepen en drugshandelaren. De Afghaanse overheid spande zich in in de strijd tegen de drugs. De uitroeiing van de drugsindustrie was een belangrijk onderdeel van het Afghanistan-Compact uit 2006. Men was ook bezorgd om de gestegen smokkel van chemische stoffen om heroïne te produceren. De meeste opium die in Afghanistan geteeld werd, werd nu in dat land zelf verwerkt.

### Handelingen
Men was erg bezorgd om de opiumteelt, -productie en -handel en de schade aan de veiligheid, ontwikkeling en het bestuur van het land die veroorzaakt werd. Alle lidstaten werden opgeroepen meer samen te werken om hier iets aan te doen door bijvoorbeeld strenger toe te zien op de handel in de chemische stoffen die gebruikt worden om drugs te verwerken. Er werd aangedrongen alle uitvoer van deze stoffen online te registreren via het PEN Online-systeem. Dit systeem werd door het UNODC en het INCB opgezet, en hield in dat een land vanwaaruit chemicaliën werden uitgevoerd op voorhand het land van bestemming op de hoogte bracht.

## Verwante resoluties
- Resolutie 1776 Veiligheidsraad Verenigde Naties (2007)
- Resolutie 1806 Veiligheidsraad Verenigde Naties
- Resolutie 1833 Veiligheidsraad Verenigde Naties
- Resolutie 1868 Veiligheidsraad Verenigde Naties (2009)

Lijst ·  1795 ·  1796 ·  1797 ·  1798 ·  1799 ·  1800 ·  1801 ·  1802 ·  1803 ·  1804 ·  1805 ·  1806 ·  1807 ·  1808 ·  1809 ·  1810 ·  1811 ·  1812 ·  1813 ·  1814 ·  1815 ·  1816 ·  1817 ·  1818 ·  1819 ·  1820 ·  1821 ·  1822 ·  1823 ·  1824 ·  1825 ·  1826 ·  1827 ·  1828 ·  1829 ·  1830 ·  1831 ·  1832 ·  1833 ·  1834 ·  1835 ·  1836 ·  1837 ·  1838 ·  1839 ·  1840 ·  1841 ·  1842 ·  1843 ·  1844 ·  1845 ·  1846 ·  1847 ·  1848 ·  1849 ·  1850 ·  1851 ·  1852 ·  1853 ·  1854 ·  1855 ·  1856 ·  1857 ·  1858 ·  1859